# 凱比爾堡
凱比爾堡是非洲北部國家摩洛哥的城市，由丹吉爾-得土安大區負責管轄，距離首都拉巴特約160公里，海拔高度1,518米，蔗糖出產量佔全國需求量的20%，是該國最富庶的農業地區之一，2004年人口107,380。
35°00′32″N 5°54′00″W / 35.009°N 5.900°W